# 第六感 (第三季)
《第六感3》（韓語：식스센스 3）為韓國tvN於2022年3月18日起播出的推理綜藝節目。
臺灣由LINE TV、iQIYI國際版、friDay影音、bilibili，香港由Viu於每週六同步跟播，myVideo及tvN Asia於3月23日起每週三22:30在tvN頻道跟播。

## 節目成員
| 姓名   | 姓名   | 出生日期 （年齡） | 職業        | 幸運球數目 |
| 漢字   | 諺文   | 出生日期 （年齡） | 職業        | 幸運球數目 |
| ------ | ------ | ----------------- | ----------- | ---------- |
| 劉在錫 | 유재석 | 1972年8月14日     | 主持人      | 9          |
| 吳娜拉 | 오나라 | 1974年10月26日    | 演員        | 9          |
| 李相燁 | 이상엽 | 1983年5月8日      | 演員        | 11         |
| Jessi  | 제시   | 1988年12月17日    | 饒舌歌手    | 17         |
| 李美珠 | 이미주 | 1994年9月23日     | 歌手Lovelyz | 7          |

- 全昭旻於2月22日宣布因腳傷關係退出拍攝[2]（後以嘉賓身份出演第8、9及第11集）。

## 節目形式
每集固定成員和嘉賓（包括間諜）會到訪三個地點，其中兩處是實際存在的真實地點，有一處是製作組偽造的虛假地點，在虛假地點所見的一切人事物均為偽造。固定成員和嘉賓皆可以在每個地點跟在場的人對話、觸碰物件、分析出現的事情或佈置去進行推理。
今季的出演者和嘉賓會分成兩組（每組約3至4人，視乎嘉賓人數）去進行遊戲和競猜，勝出遊戲的隊伍可得到重要提示，遊戲後雙方平手則會以猜拳定勝負；而若果前兩個地點所玩的遊戲由同一組勝出及得到提示，第三個地點的提示會直接交給另一組。
與前兩季的規則不同的是，本季將加入間諜制度，每集也有站在製作組的一方的間諜（包括出演嘉賓）去誤導出演者（製作組會事前告知被選中為間諜的出演者當集的虛假地點）。在最後的選擇時間中也跟前兩季有所分別：出演者不會以個人身份作出選擇，而是每組在到訪三個地方後要達成共識，選出一個他們組認為是偽造的地點和該集負責誤導他們的間諜。如果隊伍認為的虛假地點是正確，那隊便會勝出；而如果隊伍最終選出錯誤的虛假地點，就會是製作組和間諜勝出；能正確猜中間諜身份將會額外送贈一個幸運球。為了增加難度，固定成員可能會重複當選成間諜。
本季不設懲罰，每集亦不設送贈金柿子予選擇正確的出演者，改為給幸運球予勝出的出演者或間諜，在最後一集作為抽獎送出禮品之用（如最後一集抽獎的中獎者是過往集數的嘉賓，禮品將會以快遞方式送贈嘉賓）。

## 節目列表
下列虛假地点和最终选择正确者有金色背景。
所有出演者（包括間諜在內）最終一致認為的虛假地点有粉紅色背景（只適用於第一集和第六集）；而出演者猜想的間諜則以粗體顯示（每集真正的間諜則在備註中列明）。
| 集數 | 播放日期 （錄影日期）     | 嘉賓 | 主題                                                    | 關鍵詞／最終選擇者                                                          | 關鍵詞／最終選擇者                                                                     | 關鍵詞／最終選擇者                                                                     | 備註                                                    |
| ---- | ------------------------- | --- | ------------------------------------------------------- | --------------------------------------------------------------------------- | -------------------------------------------------------------------------------------- | -------------------------------------------------------------------------------------- | ------------------------------------------------------- |
| 1    | 2022/03/18 （2022/02/19） | 尹燦榮 宋恩伊 | 大韓民國1%的一切                                        | 1%的人生逆轉！從300萬韓元到300億收益的20代女性貨幣交易者                    | 1%的食材！澳洲主廚的創意力 用螞蟻讓韓食料理昇華                                        | 1%的相遇！光入會費要3億3千萬韓圜的超VVIP婚姻中介公司                                   | 間諜：李相燁                                            |
| 1    | 2022/03/18 （2022/02/19） | 尹燦榮 宋恩伊 | 大韓民國1%的一切                                        | 李美珠 尹燦榮 劉在錫                                                        | 無人選擇                                                                               | 宋恩伊 李相燁 Jessi 吳娜拉                                                             | 間諜：李相燁                                            |
| 2    | 2022/03/25 （2022/03/05） | 金惠奫 南潤壽 | 令人眼花繚亂的餐廳                                      | 小心撐爆！不斷出現的60道小菜套餐而眼花繚亂的生魚片海鮮餐廳                  | 有親自選着食的樂趣！跟著旋轉軌道眼睛也會跟著打轉的迴轉烤肉餐廳                         | 超豪華名牌手袋只需8000韓元？眼花繚亂的奢華甜品咖啡室                                   | 間諜：Jessi                                             |
| 2    | 2022/03/25 （2022/03/05） | 金惠奫 南潤壽 | 令人眼花繚亂的餐廳                                      | 相燁隊 潤壽隊                                                               | 無人選擇                                                                               | 無人選擇                                                                               | 間諜：Jessi                                             |
| 3    | 2022/04/01 （2022/03/12） | 李伊 宋再臨 池錫辰 | 為失眠者準備的睡眠科學                                  | 聽到就會睏？美國柏克萊音樂學院出身的訂製型睡眠音樂作曲家                    | 有可以睡覺的餐廳？可以吃到令人入睡的一桌菜的餐廳                                       | 全世界最昂貴！一年只人手製作6張 每張價值6億5千萬韓元的床                               | 間諜：池錫辰                                            |
| 3    | 2022/04/01 （2022/03/12） | 李伊 宋再臨 池錫辰 | 為失眠者準備的睡眠科學                                  | 無人選擇                                                                    | 李伊隊                                                                                 | 娜拉隊                                                                                 | 間諜：池錫辰                                            |
| 4    | 2022/04/08 （2022/03/19） | 崔泰俊 曹世鎬 | 主客顛倒特輯                                            | 網吧賣生魚片？大韓民國唯一有生魚片吃的Fish吧                                | 因店員的樣貌以致每月銷售額5000萬韓元？比起食物更是為店員而來的餐廳                     | 比起烤排骨餐，雪糕更有名的烤排骨餐廳？絕妙的配搭，烤排骨口味的意式雪糕                 | 間諜：吳娜拉                                            |
| 4    | 2022/04/08 （2022/03/19） | 崔泰俊 曹世鎬 | 主客顛倒特輯                                            | 無人選擇                                                                    | 世鎬隊                                                                                 | 泰俊隊                                                                                 | 間諜：吳娜拉                                            |
| 5    | 2022/04/15 （2022/03/26） | 權俞利 李伊庚 | 大韓民國的靈魂食物：泡菜的叛亂                          | 有含鮑魚的泡菜？每日限量10碟的新概念包肉套餐                                | 每年僅是泡菜食材的成本需要1億韓元！擁有全國八道十多種泡菜的烤肉餐廳                    | 泡菜的變身！放上大塊五花肉的泡菜Pizza                                                  | 間諜：李伊庚                                            |
| 5    | 2022/04/15 （2022/03/26） | 權俞利 李伊庚 | 大韓民國的靈魂食物：泡菜的叛亂                          | 無人選擇                                                                    | 無人選擇                                                                               | 伊庚隊 在錫隊                                                                          | 間諜：李伊庚                                            |
| 6    | 2022/04/22 （2022/04/02） | 溫朱莞 權日勇 (韓國首位犯罪側寫師和作家) | 最近吸引有錢人的獨特理財技巧                            | 用1億年前的魚賺錢？每月收入達1億韓元的古代魚投資                            | 有錢人們喜愛吃的肉味菇菌？單憑菇菌可以賺取2億韓元的菇菌投資                            | 昇華為藝術的玩具！收藏價值超過4億韓元的潮流玩意投資                                    | 間諜：李美珠                                            |
| 6    | 2022/04/22 （2022/04/02） | 溫朱莞 權日勇 (韓國首位犯罪側寫師和作家) | 最近吸引有錢人的獨特理財技巧                            | 無人選擇                                                                    | 固定成員 權日勇 溫朱莞                                                                 | 無人選擇                                                                               | 間諜：李美珠                                            |
| 7    | 2022/04/29 （2022/04/09） | 李恩智 金鍾旼 | 市場營銷成功的神話！憑瘋狂的創意成功的餐廳              | 復古的盡頭在哪兒？用狡猾的創意讓MZ世代都狂熱的每個月銷售額1億韓元的烤肉餐廳 | 世界各地的即食麵按照我喜好去煮？！可以按照要求加食材的每個月銷售額7000萬韓元的即食麵店 | 像肉一樣以克為單位售賣的蛋糕店！大個蛋糕切小塊賣的每個月銷售額1億韓圜的咖啡店          | 間諜：金鍾旼                                            |
| 7    | 2022/04/29 （2022/04/09） | 李恩智 金鍾旼 | 市場營銷成功的神話！憑瘋狂的創意成功的餐廳              | 鍾旼隊                                                                      | 相燁隊                                                                                 | 無人選擇                                                                               | 間諜：金鍾旼                                            |
| 8    | 2022/05/06 （2022/04/16） | 全昭旻 李宙明 | 這個是真的嗎？難以置信的故事                            | 不用用手觸碰也能發出聲音的樂器？！在空中揮舞演奏音樂的奇特樂器演奏家        | 薄荷朱古力可以到甚麼程度？使店鋪面積擴建兩倍 創作綠色炒年糕菜單的餐廳                  | 命運好過人的狗？繼承了主人數以億計遺產的法國斗牛犬                                     | 間諜：Jessi                                             |
| 8    | 2022/05/06 （2022/04/16） | 全昭旻 李宙明 | 這個是真的嗎？難以置信的故事                            | 無人選擇                                                                    | 相燁隊                                                                                 | 在錫隊                                                                                 | 間諜：Jessi                                             |
| 9    | 2022/05/13 （2022/04/23） | 全昭旻 Aiki no:ze | 你為甚麼在這裏出現？奇特組合餐廳                        | 意大利麵餐廳有調味大醬和全州拌飯？！韓式意大利餐廳到底是否真的？            | 好吃x好吃=太好吃了！在薯仔豬骨湯中加入外脆內嫩的炸豬排的餐廳                           | 在五花肉店品嘗到的中式菜餚？！售賣五花肉炸彈炸醬麵以致銷售額達8000萬韓元的人氣烤肉餐廳 | 間諜：全昭旻                                            |
| 9    | 2022/05/13 （2022/04/23） | 全昭旻 Aiki no:ze | 你為甚麼在這裏出現？奇特組合餐廳                        | 無人選擇                                                                    | no:ze隊                                                                                | Aiki隊                                                                                 | 間諜：全昭旻                                            |
| 10   | 2022/05/20 （2022/04/30） | Code Kunst Nucksal | 究竟是有還是沒有？                                      | 有單車百貨公司？！可騎三層高的單車的奇特單車店                              | 餐廳內甚麼也沒有？！脫離固定觀念 沒有收銀台的奇特餐廳                                  | 有餐廳會售賣有毛的肉？！售賣熟成480小時的熟成肉店                                      | 間諜：Code Kunst                                        |
| 10   | 2022/05/20 （2022/04/30） | Code Kunst Nucksal | 究竟是有還是沒有？                                      | 無人選擇                                                                    | Code Kunst隊 Nucksal隊                                                                 | 無人選擇                                                                               | 間諜：Code Kunst                                        |
| 11   | 2022/05/27 （2022/05/07） | 全昭旻 姜丹尼爾 盧士燕 | 餐飲界的文益漸？1%的餐廳們                              | 韓國排名第一的葡萄牙餐廳 在國內品嘗有着150年歷史的地中海美食                | 韓國首間專利壽司店 現時每年銷售額達6億韓元！這也太－長了吧 50cm壽司的日式料理餐廳      | 首爾市內唯一一間售賣豬血管！每隻豬身上只能取出40克的超稀有部位烤肉店                   | 間諜：李相燁                                            |
| 11   | 2022/05/27 （2022/05/07） | 全昭旻 姜丹尼爾 盧士燕 | 餐飲界的文益漸？1%的餐廳們                              | 娜拉隊                                                                      | 士燕隊                                                                                 | 無人選擇                                                                               | 間諜：李相燁                                            |
| 12   | 2022/06/03 （2022/05/14） | 金知碩 | 過着第2人生的人們                                       | 新中年的舞蹈之愛(？)是無罪的！退休後成為舞蹈教師的校長                      | 放下麥克風拿起菜刀！豬腳界女神降臨，主播出身的豬腳餐廳老闆                             | 連祖先都可以算出來！前人氣Trot節目導演現在成為朝鮮算命師                               | 間諜：李美珠                                            |
| 12   | 2022/06/03 （2022/05/14） | 金知碩 | 過着第2人生的人們                                       | 無人選擇                                                                    | 相燁隊                                                                                 | 知碩隊                                                                                 | 間諜：李美珠                                            |
| 13   | 2022/06/10 （2022/05/21） | 金旻奎 金智珉 | 看似不搭但其實很搭的奇特同居                            | 可以認真學習 又可以認真唱歌？！有自修室區域的投幣式卡拉OK場                 | 可以買水果又可以吃麵？！有粉麵套餐供應的水果店                                         | 小狗也會享受美食？！提供套餐料理的狗隻咖啡廳                                           | 間諜：劉在錫                                            |
| 13   | 2022/06/10 （2022/05/21） | 金旻奎 金智珉 | 看似不搭但其實很搭的奇特同居                            | 在錫隊                                                                      | 旻奎隊                                                                                 | 無人選擇                                                                               | 間諜：劉在錫                                            |
| 14   | 2022/06/17 （2022/05/28） | 朴真珠 Arin | 高油價時代！通過味道以去除油膩感                        | 油醃12小時的肉得到一致好評！需要排隊一個半小時的油封肉餐廳                  | 現在日式炸物也能成為套餐了！用研發的麵包碎製造的日式炸串Omakase                        | 香料也變成主要食材了！一瓶芝麻油10萬韓元的西式芝麻油早午餐餐廳                         | 間諜：吳娜拉                                            |
| 14   | 2022/06/17 （2022/05/28） | 朴真珠 Arin | 高油價時代！通過味道以去除油膩感                        | 無人選擇                                                                    | 在錫隊                                                                                 | 相燁隊                                                                                 | 間諜：吳娜拉                                            |
| 14   | 2022/06/17 （2022/05/28） | 幸運球抽獎結果 一等獎：按摩椅套裝(價值350萬韓元)－李相燁 二等獎：100瓶芝麻油－Code Kunst 三等獎：電磁爐－劉在錫 四等獎：Subway三明治現金券(價值100萬韓元)－Arin 五等獎：無線吸塵器－Jessi 六等獎：電動運動搖板－Jessi |                                                         |                                                                             |                                                                                        |                                                                                        |                                                         |
| 特輯 | 2022/03/11                | 為第六感作準備：可疑的餐廳 （第一季和第二季的虛假餐廳） | 為第六感作準備：可疑的餐廳 （第一季和第二季的虛假餐廳） | 為第六感作準備：可疑的餐廳 （第一季和第二季的虛假餐廳）                     | 為第六感作準備：可疑的餐廳 （第一季和第二季的虛假餐廳）                                | 為第六感作準備：可疑的餐廳 （第一季和第二季的虛假餐廳）                                | 為第六感作準備：可疑的餐廳 （第一季和第二季的虛假餐廳） |

| 出演嘉賓   | 集數     | 幸運球數量 | 禮品（如有）               |
| ---------- | -------- | ---------- | -------------------------- |
| 李伊       | 3        | 1          | －                         |
| 宋再臨     | 3        | 1          | －                         |
| 崔泰俊     | 4        | 1          | －                         |
| 權俞利     | 5        | 1          | －                         |
| 溫朱莞     | 6        | 1          | －                         |
| 權日勇     | 6        | 1          | －                         |
| 李恩智     | 7        | 1          | －                         |
| 全昭旻     | 8、9、11 | 3          | －                         |
| no:ze      | 9        | 1          | －                         |
| Code Kunst | 10       | 3          | 二等獎：100瓶芝麻油        |
| 金旻奎     | 13       | 1          | －                         |
| Arin       | 14       | 1          | 四等獎：Subway三明治現金券 |
| 朴真珠     | 14       | 1          | －                         |

## 每集備註
1. ↑  出演者最終估計尹燦榮為間諜，結果錯誤；而最終選擇的虛假地點亦是錯誤虛假地點，因此製作組及李相燁獲勝，李相燁得到2枚幸運球。
2. ↑  本集為團體戰，因此沒有分組；第二集起為隊伍戰（第六集除外）。
3. ↑  成員全昭旻特意送上咖啡車到現場祝賀團隊拍攝順利。
4. ↑  潤壽隊估計吳娜拉為間諜，結果錯誤；相燁隊估計劉在錫為間諜，結果錯誤；兩隊本集選擇同一個的虛假地點亦是錯誤的，因此製作組及Jessi獲勝，Jessi得到3枚幸運球。
5. ↑  潤壽隊：南潤壽、李美珠、吳娜拉
相燁隊：李相燁、金惠奫、Jessi、劉在錫
6. ↑  李伊隊和娜拉隊皆估計池錫辰為間諜，結果正確；李伊隊本集選中正確虛假地點，而娜拉隊選中錯誤虛假地點；因此李伊隊成員除池錫辰外得到1枚幸運球，而娜拉隊因選中正確間諜所以都會得到1枚幸運球；因兩隊成功估出間諜身份，因此出演者獲勝而池錫辰間諜任務失敗。
7. ↑  李伊隊：李伊、李美珠、池錫辰、Jessi
娜拉隊：吳娜拉、宋再臨、李相燁、劉在錫
8. ↑  泰俊隊估計劉在錫為間諜，結果錯誤；世鎬隊估計崔泰俊為間諜，結果錯誤；泰俊隊選擇正確的虛假地點，而世鎬隊選擇錯誤的虛假地點，因此泰俊隊勝出，而因泰俊隊成功選中虛假地點，因此吳娜拉間諜任務失敗，所以泰俊隊成員除吳娜拉外得到1枚幸運球。
9. ↑  溫朱莞特別出演。
製作組在兩個月前特意跟溫朱莞、咖啡車車主以及李相燁經理人合作，以朱莞名義贈送咖啡車（咖啡車中擺放虛假地點的食品）到劇集《夏娃》拍攝現場應援好友李相燁，而經理人則為他拍下認證影片，目標是令他受騙[4][註 6][註 7]。
10. ↑  泰俊隊：崔泰俊、吳娜拉、Jessi、劉在錫
世鎬隊：曹世鎬、李美珠、李相燁
11. ↑  伊庚隊估計李美珠為間諜，結果錯誤；在錫隊估計劉在錫為間諜，結果錯誤；兩隊本集選擇同一個的虛假地點是正確的，因此出演者勝出而李伊庚間諜任務失敗，所有出演者除李伊庚外得到1枚幸運球。
12. ↑  伊庚隊：李伊庚、李相燁、Jessi
在錫隊：劉在錫、權俞利、李美珠、吳娜拉
13. ↑  出演者最終估計權日勇為間諜，結果錯誤；而最終選擇的虛假地點則是正確虛假地點，因此出演者勝出而李美珠間諜任務失敗，所有出演者除李美珠外得到1枚幸運球。
14. ↑  本集為團體戰，因此沒有分組。
15. ↑  相燁隊估計金鍾旼為間諜，結果正確；鍾旼隊估計李恩智為間諜，結果錯誤；相燁隊選擇正確的虛假地點，而鍾旼隊選擇錯誤的虛假地點，因此相燁隊勝出，相燁隊成員得到1枚幸運球。
16. ↑  相燁隊：李相燁、Jessi、李恩智、劉在錫
鍾旼隊：金鍾旼、吳娜拉、李美珠
17. ↑  相燁隊估計全昭旻為間諜，結果錯誤；在錫隊估計劉在錫為間諜，結果錯誤；相燁隊選擇錯誤的虛假地點，而在錫隊選擇正確的虛假地點，因此在錫隊勝出，而因兩隊皆選中錯誤的間諜，因此Jessi間諜任務成功，所以在錫隊和Jessi得到1枚幸運球。
18. ↑  在錫隊：劉在錫、Jessi、全昭旻、吳娜拉
相燁隊：李相燁、李宙明、李美珠
19. ↑  Aiki隊和no:ze隊皆估計全昭旻為間諜，結果正確；no:ze隊本集選中正確虛假地點，而Aiki隊選中錯誤虛假地點；因此no:ze隊成員得到1枚幸運球，因此全昭旻間諜任務失敗。
20. ↑  Aiki隊：Aiki、劉在錫、李相燁、全昭旻
no:ze隊：no:ze、吳娜拉、Jessi、李美珠
21. ↑  Code Kunst隊和Nucksal隊都估計Nucksal為間諜，結果錯誤；兩隊本集選擇同一個的虛假地點亦是錯誤的，因此製作組及Code Kunst獲勝，Code Kunst得到3枚幸運球。
22. ↑  Code Kunst隊：Code Kunst、Jessi、劉在錫、吳娜拉
Nucksal隊：Nucksal、李相燁、李美珠
23. ↑  士燕隊估計盧士燕為間諜，結果錯誤；娜拉隊估計李相燁為間諜，結果正確；士燕隊選擇錯誤的虛假地點，而娜拉隊選擇正確的虛假地點，因此娜拉隊勝出並每人得到2枚幸運球。
24. ↑  士燕隊：盧士燕、李相燁、姜丹尼爾、劉在錫
娜拉隊：吳娜拉、李美珠、Jessi、全昭旻
25. ↑  粉絲團和製作組特意送上咖啡車和造型蛋糕慶祝成員李相燁的生日。
26. ↑  相燁隊估計Jessi為間諜，結果錯誤；知碩隊估計劉在錫為間諜，結果錯誤；知碩隊選擇錯誤的虛假地點，而相燁隊選擇正確的虛假地點，因此相燁隊勝出並每人得到1枚幸運球。
27. ↑  Jessi母親、吳娜拉男友金道勳以聲音特別出演；《第六感2》第4集中出演的豬腳店店主（當時在節目中假冒為足相大師）特別出演。
28. ↑  相燁隊：李相燁、Jessi、劉在錫
知碩隊：金知碩、李美珠、吳娜拉
29. ↑  在錫隊估計Jessi為間諜，結果錯誤；旻奎隊估計金智珉為間諜，結果錯誤；在錫隊選擇錯誤的虛假地點，而旻奎隊選擇正確的虛假地點，因此旻奎隊勝出並每人得到1枚幸運球。
30. ↑  在錫隊：劉在錫、金智珉、李美珠
旻奎隊：金旻奎、李相燁、吳娜拉、Jessi
31. ↑  在錫隊估計李相燁為間諜，結果錯誤；相燁隊估計朴真珠為間諜，結果錯誤；在錫隊選擇錯誤的虛假地點，而相燁隊選擇正確的虛假地點，因此相燁隊勝出並每人得到1枚幸運球。
32. ↑  在錫隊：劉在錫、朴真珠、吳娜拉
相燁隊：李相燁、Arin、李美珠、Jessi

## 收視率
| 1  | 2022/03/18 | 3.512% | 1 | 1 | 4.089% |
| 2  | 2022/03/25 | 3.299% | 1 | 1 | 3.396% |
| 3  | 2022/04/01 | 3.033% | 1 | 1 | 3.129% |
| 4  | 2022/04/08 | 2.785% | 1 | 1 | 3.140% |
| 5  | 2022/04/15 | 2.732% | 1 | 1 | 3.022% |
| 6  | 2022/04/22 | 2.525% | 1 | 1 | 2.864% |
| 7  | 2022/04/29 | 2.682% | 1 | 1 | 2.739% |
| 8  | 2022/05/06 | 2.790% | 1 | 1 | 2.969% |
| 9  | 2022/05/13 | 2.527% | 1 | 1 | 2.573% |
| 10 | 2022/05/20 | 2.475% | 1 | 1 | 2.478% |
| 11 | 2022/05/27 | 2.636% | 1 | 1 | 2.467% |
| 12 | 2022/06/03 | 2.907% | 1 | 1 | 3.018% |
| 13 | 2022/06/10 | 2.161% | 1 | 1 | 2.254% |
| 14 | 2022/06/17 | 2.719% | 1 | 1 | 2.654% |

### 引見
1. ↑  김예은. . 엑스포츠뉴스. 2022-02-23  [2022-02-23]. （原始内容存档于2022-06-07） （韩语）.
2. ↑  안윤지 . . 스타뉴스. 2022-02-22  [2022-02-22]. （原始内容存档于2022-06-06） （韩语）.
3. ↑  곽현수. . YTN. 2022-02-08  [2022-02-16]. （原始内容存档于2022-06-08） （韩语）.
4. ↑  White . . Korea Star Daily. 2022-04-10  [2022-04-10]. （原始内容存档于2022-06-07） （中文（繁體））.
5. ↑   [電視收視數據表] (Daum).   [2022-02-16]. （原始内容存档于2017-06-18） （韩语）.
6. ↑   [每日收視數據表] (AGB).   [2022-02-16]. （原始内容存档于2016-06-01） （韩语）.

## 外部連結
- 韓國tvN官方網站
- NAVER上《第六感3》的資料
- Daum上《第六感3》的資料
- 第六感的Instagram帳戶

| · 星期五 20:40－22:50 (KST)               | · 星期五 20:40－22:50 (KST)               | · 星期五 20:40－22:50 (KST) |
| ----------------------------------------- | ----------------------------------------- | --------------------------- |
|                                           | （2022.03.18－2022.06.17）                |                             |
| 山友都市女人們 （2022.02.11－2022.03.04） | Biong Biong地球娱乐室 (2022.06.24 — 2022) |                             |